# Гурби
Гурби (фр. Gourbit) насеље је и општина у јужној Француској у региону Миди Пирене, у департману Арјеж која припада префектури Фоа.
По подацима из 2011. године у општини је живело 94 становника, а густина насељености је износила 5,24 становника/km². Општина се простире на површини од 17,95 km². Налази се на средњој надморској висини од 800 метара (максималној 2.162 m, а минималној 671 m).

## Демографија
| 1962. | 1968. | 1975. | 1982. | 1990. | 1999. | 2011. |
| ----- | ----- | ----- | ----- | ----- | ----- | ----- |
| 42    | 71    | 87    | 82    | 69    | 61    | 94    |

График промене броја становника у току последњих година